# Parasiticide
 (mars 2024).
Si vous disposez d'ouvrages ou d'articles de référence ou si vous connaissez des sites web de qualité traitant du thème abordé ici, merci de compléter l'article en donnant les références utiles à sa vérifiabilité et en les liant à la section « Notes et références ».

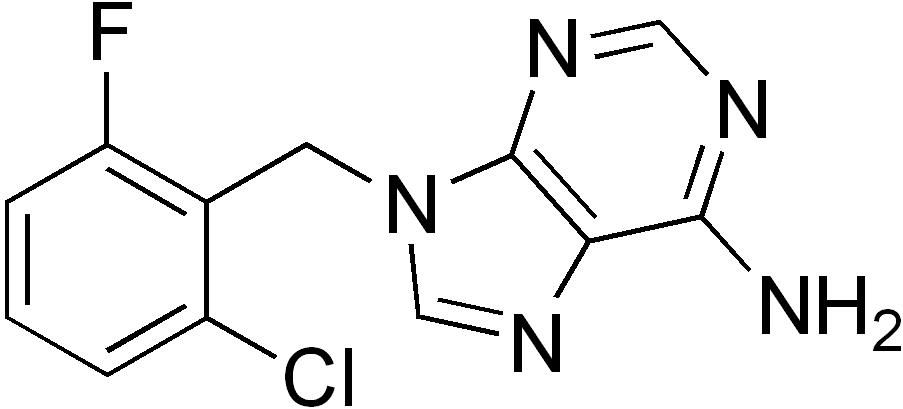
Arprinocide, tue les parasites Coccidie

Un parasiticide ou antiparasitaire est un produit chimique capable de détruire (tuer) les parasites.
On parle de trypanocide dans le cas d'un produit destiné à lutter contre le Trypanosome.

## Exemples

### Parasiticides naturels
- La staphisaigre est une plante très toxique qui contient plusieurs alcaloïdes diterpéniques tels la delphinine et la chasmanine. Ses graines ont des propriétés insecticides et parasiticides. Elles servent à préparer des pommades ou des décoctions contre les poux et autres parasites externes. La plante est également employée en homéopathie.
- Le hêtre et plus particulièrement la faîne a des propriétés parasiticides.

### Parasiticides chimiques
- Thiabendazole

### Parasiticides contre les ennemis des cultures
Les parasiticides contre les ennemis des cultures et assimilés sont définis en France par le code rural, dans l'article L.253-1, comme suit :
- les antiseptiques et les anticryptogamiques destinés à la protection des cultures et des matières végétales ;
- les herbicides ;
- les produits de défense contre les vertébrés et invertébrés nuisibles aux cultures et aux produits agricoles ;
- les adjuvants vendus seuls ou en mélange et destinés à améliorer les conditions d'utilisation des produits définis ci-dessus ;
- les produits de défense des végétaux contre les attaques bactériennes et virales, ainsi que tout produit autre que les matières fertilisantes et les supports de culture, destinés à exercer une action sur les végétaux et sur le sol ;
- les produits utilisés en agriculture et destinés à la lutte contre des organismes animaux ou végétaux vecteurs de maladies humaines ou animales, à l'exception des médicaments.

Les produits antiparasitaires ainsi définis englobent les produits phytopharmaceutiques définis par la directive communautaire 91/414/CEE, plus les adjuvants. Les désinfectants agricoles qui faisaient partie de cette catégorie au titre des produits assimilés, ont été rattachés à la catégorie réglementaire des biocides, selon l'article L.522-18 du code de l'environnement.
Techniquement, les produits antiparasitaires contre les ennemis des cultures font partie des biocides, mais ils sont régis par une réglementation spécifique, distincte de celle du reste des biocides.
Les termes de pesticide, produit phytosanitaire, produit agropharmaceutique, produit de protection des plantes, produit de protection des cultures, ne bénéficient pas d'une définition réglementaire. Dans la pratique, ils sont fréquemment employés dans un sens proche de produit antiparasitaire contre les ennemis des cultures.